# Pleminia brachyxipha
Pleminia brachyxipha är en insektsart som beskrevs av Brunner von Wattenwyl 1895. Pleminia brachyxipha ingår i släktet Pleminia och familjen vårtbitare. Inga underarter finns listade i Catalogue of Life.